# Steve Cherundolo
Steven "Steve" Cherundolo (San Diego, 19 de fevereiro de 1979) é um ex-futebolista norte-americano que fez carreira no futebol alemão, pelo Hannover 96, e atualmente é o treinador do Los Angeles FC.

## Títulos

### Como jogador
Hannover 96
- 2. Bundesliga: 2001–02

Seleção dos Estados Unidos
- Copa Ouro da CONCACAF: 2005

### Como treinador
Los Angeles FC
- MLS Cup: 2022
- MLS Supporters' Shield: 2022
- Lamar Hunt U.S. Open Cup: 2024